# Европейски център „Солидарност”
Вижте пояснителната страница за други значения на Солидарност.
Европейският център „Солидарност“ (на полски: Europejskie Centrum Solidarności) е културно учреждение със седалище в Гданск, Полша.
Създаден е въз основа на договор от 8 ноември 2007 г., сключен между Министерството на културата, Поморското войводство, Град Гданск, Независимия самоуправляем профсъюз „Солидарност“ и фондацията на център „Солидарност“. С него се утвърждава основаването и активното действие на общо учреждение на културата, наречено Европейски център „Солидарност“.
Главната цел на центъра е „разпространяване на наследството на профсъюз „Солидарност“ в Полша и в други държави, също така активно участие в изграждането на европейската идентичност.
Центърът се оглавява от директор, който управлява с 4-годишен мандат. Директор на центъра от 3 март 2011 г. е Базил Керски, който печели конкурса за тази длъжност. Негов предшественик е Мачей Желба, който подава своята оставка на 13 септември 2010 г. В управлението на центъра участва също така съвет, съставен от 16 души също с 4-годишен мандат. Членовете на Съвета изпълняват своите обществени функции без възнаграждение. В ръководството е и Историческата програмна колегия. За контрола над центъра следи президентът на град Гданск.
Сградата на центъра се намира в Гданск, в покрайнините на Младия град при площад „Солидарност“. Разположена е в парцел с площ от 25 349,75 квадратни метра. Територията на сградата е около 1 хектар, разделена е на 5 етажа и подземен пакринг с капацитет 286 места. Сградата е построена година след подписването на проекта с фирма „Полимекс-Мостостал“ през есента на 2010 г. Проектът е избран чрез конкурс, в който са участвали 58 фирми. Архитектурният конкурс е спечелен от екип на „Форт“ (Гданск) в състав: Войчех Тарговски, Павел Чажасти, Пьотр Мазур, Антони Тарашкевич. Разходите за строежа са 231,1 милиона злоти. Откриването на центъра е на 30 август 2014 г.
Новата сграда разполага с постоянна експозиция, която е разположена в 6 зали и представя съвременната история на Полша, въстанието на движението „Солидарност“ и неговото наследство. Освен изложба в седалището на центъра са поместени архив, библиотека, медиатека и конферентна зала. На партера на сградата със свободен достъп са целогодишната градина и книжарница, магазинът за сувенири и кафето.
Центърът трябва да се превърне в средноевропейска агора за обмяна на възгледи относно обществената справедлисвост. Европейският център „Солидарност“ провежда образователна, научна и издателска дейност и представя изложби (например изложбата „Пътищата към Свободата“). Броят на посетителите на центъра е около 268 хиляди души годишно. Европейски център „Солидарност“ е член на Отворената коалиция за образование.
Освен на Европейския център „Солидарност“ сградата е седалище и на други неправителствани организации.
- Интериор на центъра
- Зала А на постоянната експозиция
- Зала, водеща от зимната градина към главния вход
- Паметник на загиналите през 1970 г.

|  | Тази страница частично или изцяло представлява превод на страницата Europejskie Centrum Solidarności в Уикипедия на полски. Оригиналният текст, както и този превод, са защитени от Лиценза „Криейтив Комънс – Признание – Споделяне на споделеното“, а за съдържание, създадено преди юни 2009 година – от Лиценза за свободна документация на ГНУ. Прегледайте историята на редакциите на оригиналната страница, както и на преводната страница, за да видите списъка на съавторите. ВАЖНО: Този шаблон се отнася единствено до авторските права върху съдържанието на статията. Добавянето му не отменя изискването да се посочват конкретни източници на твърденията, които да бъдат благонадеждни. |